# Zeta Trianguli Australis
Désignations
Zeta Trianguli Australis (en abrégé ζ TrA) est une étoile binaire spectroscopique située à ∼ 39,7 a.l. (∼ 12,2 pc) de la Terre dans la constellation du Triangle austral.
La première composante est une naine jaune-blanche de la séquence principale et de type spectral F. Sa luminosité est de 40 % supérieure par rapport à celle du Soleil. La deuxième composante est une naine jaune.